# 데이비드 오르티스
다비드 아메리코 오르티스 아리아스(스페인어: David Américo Ortiz Arias, 1975년 11월 18일 ~ )는 "Big Papi"라는 별명으로 알려지고, 주로 보스턴 레드삭스와 20개의 시즌을 활약한 도미니카 공화국 출신 미국의 전 메이저 리그 베이스볼 지명 타자와 1루수이다. 그는 또한 미네소타 트윈스를 위하여 뛰기도 하였다. 레드삭스와 14개의 시즌 동안 그는 10회의 올스타, 3회의 월드 시리즈 챔피언과 7회의 실버 슬러거 상 수상자였다. 오르티스는 또한 자신이 2006년 시즌에 세운 54개와 함께 홈런을 위한 싱글 시즌 기록을 보유하기도 한다.
원래 1992년 시애틀 매리너스에 의하여 계약이 맺어진 오르티스는 1996년 트윈스로 이적되어 팀과 함께 6개의 시즌을 활약하였다. 오르티스는 트윈스에 의하여 내보내져 2003년 자신 경력의 나머지를 보낸 레드삭스와 함께 계약이 맺어졌다. 레드삭스에서 오르티스는 사상 가장 강력한 강타자들 중의 하나로 자신을 설립하였다. 그는 2007년과 2014년 성공적인 챔피언십 진행 동안은 물론, 2004년 86년간 월드 시리즈 부족을 끝낸 수단이었으며 후자의 챔피언십의 MVP로 임명되었다. 오르티스는 .455에서 월드 시리즈 활약에 최고의 경력 타구 평균을 가지기도 한다.
오르티스는 메이저 리그 베이스볼 사상의 홈런 명단에 17위에 놓인 541개의 홈런, 1,768개의 타점 (사상 22위)과 .286의 타구 평균과 함께 자신의 경력을 끝냈다. 지명 타자들 사이에 그는 홈런 (485), 타점 (1,569)과 안타 (2,192)를 위하여 메이저 리그 베이스볼 역사상 사상의 지도자이다. 사상 최고의 클러치 타자들 중의 하나로 여겨진 오르티스는 정규 시즌 동안 11개와 포스트시즌 동안 2개의 끝내기 홈런을 가졌다.

## 어린 시절
도미니카 공화국 산토도밍고에서 엔리케 (레오) 오르티스와 앙헬라 로사 아리아스의 4명의 자식들 중 장남으로 태어났다. 소년으로서 그는 뛰어난 투수 라몬 마르티네스와 그의 동생 페드로의 경력을 따라가 자신이 참석할 수 있던 경기에 나오며 페드로와 우정을 쌓았다. 그는 도미니카 공화국에서 에스투디아 에스파이라트 고등학교를 졸업하고, 거기서 뛰어난 야구와 농구 선수였다.

## 프로 경력

### 마이너 리그
오르티스는 좌투좌타이며, 자신의 활동 경력 동안 6 피트 3 인치 (1.91m)의 신장에 230 파운드 (100kg)이었다. 1992년 11월 28일 자신의 17세 생일의 겨우 10일 후에 자신을 "데이비드 아리아스"라고 명단에 놓은 시애틀 매리너스에 의하여 계약이 맺어졌다. 그는 1994년 애리조나 리그의 매리너스를 위하여 자신의 프로 데뷔를 이루고, 2개의 홈런과 20개의 타점과 함께 .246 점을 타구하였다. 1995년으로 봐서 그는 4개의 홈런과 37개의 타점과 함께 그 타구의 수를 .332 점으로 향상시켰다. 1996년 그는 매리너스의 2군 중서부 리그의 싱글 A 위스콘신 팀버래틀러스로 승진하였다. 그는 매리너스의 최고 타구 전망들 중의 하나로 자신을 설립하여 18개의 홈런과 94개의 타점과 함께 .322 점을 타구하였다. 오르티스는 또한 팀버래틀러스가 위스콘신주에서 그들의 홈 팬들 앞에서 메이저 리그 베이스볼 클럽을 상대로 시범 경기를 활약할 즉석(경기는 비로 중지됨)에서의 홈런 더비에서 강한 상연과 함께 팬들과 알렉스 로드리게스 같은 매리너스의 선수들에게 인상을 주었다. 또한 위스콘신주에서 오르티스는 자신에게 NFL 그린베이 패커스의 팬이 되는 데 이끈 훗날의 부인 티퍼니를 만났다. 베이스볼 아메리카는 오르티스를 중서부 리그의 가장 자극적인 선수로 임명하였다.
매리너스 시스템에서 자신의 강한 세월 동안 1996년 9월 13일 오르티스는 데이브 홀린스를 위한 이른 처리를 완료하는 데 선수로서 임영되는 미네소타 트윈스로 이적되었다. 트윈스에 도착할 때 그는 오히려 자신의 외가 성이었던 "아리아스"보다 자신의 친가 성을 이용한 "데이비드 오르티스"로서 명단에 올려지는 데 좋아한다고 팀에 알렸다.
오르티스는 1997년 트윈스 시스템을 통하여 빠르게 자라났다. 하이 A 포트마이어스 미라클과 시작하였어도 그는 빠르게 더블 A(뉴브리튼 록캐츠)를 통하여 트리플 A 솔트레이크 버즈로 진보하였다. 3개의 수준에서 오리티스는 31개의 홈런과 124개의 타점과 함께 안타 .317 점을 합쳐 트윈스의 메이저 리그 베이스볼 팀으로 9월의 소집령을 얻었다.

### 미네소타 트윈스 (1997년 ~ 2002년)

#### 1997년
1997년 9월 2일 오르티스는 자신의 메이저 리그 베이스볼 데뷔를 이루었다. 그달에 그는 15개의 경기를 활약하여 49개의 타석에서 .327 점을 타구하였다. 그는 9월 3일 자신의 2번째 경기에서 시카고 컵스를 상대로 8번째 이닝 대타자 2루타와 함께 자신의 첫 메이저 리그 안타를 기록하였다. 그는 9월 14일 텍사스 레인저스를 상대로 투수 훌리오 산타나에 자신의 첫 메이저 리그 홈런을 쳐 전체 경기에서 2개의 4구에 의한 출루와 함께 3 루 4 타로 갔다.

#### 1998년
1998년 오리티스는 트윈스를 위한 정규적 1루수로서 활약에 세워진 자신의 전망들과 함께 시즌에 들어갔다. 하지만 오리티스의 활약 스타일은 스트라이크아웃들을 피하고 오르티스가 아직도 작용하는 데 필요하다고 감독이 느낀 강한 방어에 우수성을 놓은 톰 켈리 감독에 의하여 호의를 산 접근보다 얼마간 달랐다. 켈리 감독이 오르티스와 그의 방어에 일하는 동안 그는 자신의 손목 골절이 장애자 명단에 놓이기 전에 5월 9일을 통하여 잘 쳐내 .306 점을 타구하였다. 그는 트리플 A로 갱생의 지위에 이어 7월 트윈스로 돌아왔다. 그는 자신의 루키의 해를 강하게 끝내 9월 .360 점을 타구하였다. 전부 말해서 그는 86개의 경기에서 9개의 홈런과 46개의 타점과 함께 .277 점을 타구하였다.

#### 1999년
1999년 오리티스는 인원에서 프로 경기로 나타냈으나 자신이 .137 점만을 타구한 것을 본 완고한 봄 훈련 후, 그는 손이 확실한 루키 더그 민트케이비치가 1루수의 직위를 얻으면서 트리플 A 솔트레이크 버즈로 보내졌다. 그 일은 켈리 감독이 오히려 베테랑 선수들 혹은 그의 스몰볼에 맞는 그 선수들과 좋은 방어 철학을 좋아한 표면이 되었다. 오르티스가 30개의 홈런과 110개의 타점과 함께 .315의 평균의 조화로 마이너 리그의 투구를 분열시킨 동안 트윈스의 1루수는 전부 시즌에 11개의 홈런과 69개의 타점과 함께 .245 점만을 타구하러 갔다. 트윈스의 지명 타자들은 더욱 나으게 가지 않고, 14개의 홈런과 82개의 타점과 함께 합쳐진 .259 점을 타구하였다. 트리플 A에서 오르티스의 강한 시즌은 켈리 감독을 위하여 무시하는 데 너무 대단하였고, 오르티스는 그해 9월의 소집령을 다시 얻었다. 그것은 그가 20개의 타석에서 12회의 스트라이크아웃을 기록하면서 오르티스에게 잘 되지 않았다.

#### 2000년
2000년에 의하여 트윈스가 90개의 패배의 3연속 시즌을 실행하면서 오르티스의 타구는 더 이상 마이너 리그에 묻힐 수 없었다. 첫 2달간 시즌들 동안 드물게 활약한 후, 그해 6월 그는 결국 메이저 리그 베이스볼의 정규 선수로서 자신을 설립하였다. 하지만 1루에서 켈리 감독이 베테랑 론 쿠머와 충돌하면서 오르티스는 주로 지명 타자로 활약하였다. 6월 9일 밀워키 브루어스를 상대로 오리티스가 홈런을 칠 때 그것은 1년 이상의 세월에 그의 첫 메이저 리그 베이스볼 홈런이었다. 9월 7일 펜웨이 파크에서 그는 모국에서 자신의 어린 시절의 영융들 중의 하나인 보스턴 레드삭스의 투수 라몬 마르티네스에 자신츼 첫 메이저 리그 그랜드 슬램을 쳤다. 자신의 활약 시간이 증가되면서 그의 성적이 향상되었다. 자신의 느린 출발에 불구하고, 그는 10개의 홈런과 63개의 타점과 함께 .282 점의 타구에 끝냈다. 오르티스가 거의 200개의 적은 본루 출연을 가짐에 불구하고, 그의 36개의 2루타는 팀에 맷 로턴의 44개에 2위였다.

#### 2001년
오르티스는 2001년 시즌을 정규적 지명 타자로 시작하고 강한 한해를 시작하여 5월 4일을 통하여 6개의 홈런과 18개의 타점과 함께 .311 점을 타구하였다. 하지만 또다른 손목 골절이 오르티스를 장애자 명단에 도로 상륙시키자 그는 7월까지 돌아오지 않았다. 그 일은 그가 자신의 복귀에 .202 점만을 타구하면서 그의 상연에 영향을 미친 부상의 표면이었다. 그는 실망적인 .234의 타구 평균과 함께 한해를 끝냈지만, 시즌의 최종 2개월에 친 11개의 홈런은 미래를 위하여 한가닥의 희망을 마련하였다. 자신들의 뜨거운 시작에 불구하고 트윈스는 최후적으로 포스트시즌을 위하여 합격하지 않았으나 가장 존경적인 85개의 경기를 우승하였다. 그 일은 1992년 일 프랜차이즈의 첫 우승 시즌이었다. 시즌의 말기에 장기적 트윈스의 감독 켈리는 은퇴하고, 론 가든하이어가 그 직을 차지하였다.

#### 2002년
2002년 새해 첫날 자신의 모친이 자동차 사고로 사망하면서 오프시즌은 오르티스를 위하여 매우 어려움을 증명하였다. 가든사이어는 사망과 함께 오르티스의 거래에 도달하려고 애쓰고 도움을 주었으며, 오르티스는 다가오는 야구 시즌을 위하여 열심히 준비하고, 둘다 그의 모친이 그의 최고 활약을 보지 못한 슬픔을 가져오며 새로운 절정에 도달하는 데 결심하였다. 시즌이 시작할 때 오르티스는 무릎 부상들과 싸웠다. 그 일은 올스타 브레이크가 실망적이기 전에 5개의 홈런과 33개의 타점과 함께 그의 타구 평균이 .240 점이면서 오르티스를 위하여 2개의 시즌의 이야기였다. 그러나 올스타 브레이크 후, 오르티스는 야구에서 더 나은 후반기들의 하나에 조용히 몰아 넣어 15개의 홈런과 42개의 타점과 함께 .297 점을 타구하였다. 8월 16일 휴버트 H. 험프리 메트로돔에서 그는 자신의 친구 페드로 마르티네스에 추억적인 홈런을 쳤으며, 상갑판으로 들어가는 내부의 횡단 패스트볼을 쳤다. 9월 25일 그는 클리블랜드 인디언스를 상대로 자신 경력의 첫 끝내기 홈런을 쳤다. 그는 20개의 홈런과 75개의 타점과 함께 .272 점을 타구하여 2002년 시즌을 끝냈다. 그의 경력에서 이 점에 홈런과 타점의 총개는 둘다 경력 최고였다. 하지만 왼손잡이 투구를 상대로 자신이 .203 점만을 타구하면서 오르티스는 만약 완고한 왼손잡이가 마운드에 있다면 아직도 시작하는 데 항상 보증이 되지 않았다. 그의 경력의 세월은 팀이 결국적 월드 시리즈 챔피언 애너하임 에인절스에게 아메리칸 리그 챔피언십 시리즈에서 떨어지기 전에 94개의 경기를 우승하고 오클랜드 애슬레틱스를 꺾으면서 포스트시즌을 위하여 합격한 트윈스와 함께 동시에 일어났다. 자신의 첫 포스트시즌에 오르티스는 4개의 타점과 함께 .276 점을 타구하였다. 디비전 시리즈의 결정적인 5번째 경기에서 그의 9번째 이닝 2루타는 그들이 5 대 4로 우승하는 데 매달린 경기에서 트윈스를 5 대 1의 선두에 놓았다. 시리즈를 우승한 타점은 오르티스의 경력에서 많은 클러치 포스트시즌이 될 처음이었다.
시즌 후, 작은 매매 트윈스가 9십 5만 달러를 만든 오르티스에 결정을 향하고, 중재인에 의하여 2백만 달러 가량을 승인을 해온 것처럼 보였다. 계약을 협상하기 보다 트윈스는 그를 위하여 이적을 교환할 수 없던 후, 12월 16일 가격을 깎는 운동으로서 오르티스를 내보내기로 결정하였다. 트윈스와 함께 6개 시즌 총455개의 경기의의 일부에서 오르티스는 58개의 홈런을 치고 238개의 타점을 가졌다. 트윈스의 명부에 오르티스를 대체한 선수 호세 모르반은 팀을 위하여 영기에서 전혀 활약하지 않았다.

### 보스턴 레드삭스 (2003년 ~ 16년)

#### 2003년
트윈스에서 나온 후, 오르티스는 모국에 있는 레스토랑에서 페드로 마르티네스와 마주치는 기회를 가지고, 마르티네스는 2002년 8월 자신이 오르티스에게 내준 홈런을 기억하였다. 그를 보스턴 레드삭스로 가입시키는 자신의 친구의 전망에서 신이 난 마르티네스는 팀이 오르티스를 계약하는 요구로 몇몇의 레드삭스의 공무원들을 부르기 시작하였다. 1월 22일 오르티스는 자신이 만약 팀을 이룬다면 1.25백만 달러의 가치일 레드삭스와 비보증 자유 계약 선수의 계약을 맺었다. 새로운 레드삭스의 총지배인 시오 엡스타인은 1루에서 공간을 채우는 데 몇몇의 후보들 중의 하나로서 오르티스를 계획하였다. 세이버메트릭스의 총아 제러미 지암비는 넓게 활약 시간의 대부분을 얻는 데 기대되었으나 또한 혼합에서 기대된 선수들은 추요 당시 지명 타자로 상상된 3루수 빌 뮬러, 3루수, 1루수 혹은 지명 타자로 활약할 수 있던 시아 힐렌브랜드와 3루수 혹은 외야수로 활약할 수 있던 케빈 밀라였다. 팀의 최고 타자이자 외야수 매니 라미레스는 또한 당시 지명 타자로 상상되었다. 시즌이 시작될 때 트윈스에 자신의 선도자이자 친구인 커비 퍼켓의 명예에 등번호 34번을 가져간 새로운 지명 타자 겸 1루수와 함께 오르티스를 포함한 선수들은 전부 팀에 이루었다.
정지 때문에 오르티스는 시즌의 첫 2달 동안 꾸준히 활약하지 않았다. 4월 27일 그는 애너하임에서 결국적인 6 대 4의 우승에서 14번째의 이닝 동점을 깨는 데 진취적 발포인 자신의 새로운 팀과 첫 홈런을 쳤으나 4월에 .212 점만을 타구하였다. 5월에 그는 자신의 타구 평균을 .272 점으로 올렸다. 오르티스는 자신의 제한된 활약 시간에 좌절하게 되어 트윈스에세 자신에게 생긴 비슷한 점, 특히 5월 1일 잠비가 .125 점만을 타구한 것에 숙고한 것을 보았다. 대중매체로 자신의 좌절을 표현한 후, 페드로 마르티네스가 상황을 진정시키는 데 자신의 친구를 철수시켜 그러고나서 그래디 리틀 감독에게 자신이 투구하는 동안 오르티스를 항상 인원에 보증하는 것을 의문하였다. 5월 오르티스의 타격이 뜨거워지면서 레드삭스는 5월 29일 힐렌브랜드를 애리조나 다이아몬드백스로 이적시킬 때 결국 정지를 깼다. 6월 1일 리틀 감독은 아직도 .185 점만을 타구하고 있던 잠비를 벤치에 앉혔다. 이 2개의 운동은 오르티스가 일상의 지명 타자가 되는 데 허락하였다. 정규 선수로서 오르티스는 결국 자신이 상상한 돌파의 해를 가졌다. 시즌의 상반기에서 10개의 홈런과 .299 점을 타구한 후, 그는 후반기에서 권력에 향하여 63개의 경기에서 21개의 홈런을 쳤다. 7월 26일 그는 라이벌 뉴욕 양키스를 상대로 끝내기 안타를 넘겨 주었다. 그는 9월 23일 볼티모어 오리올스를 상대로 레드삭스의 일원으로서 자신의 첫 끝내기 홈런을 추가하였다. 그는 31개의 홈런, 101개의 타점과 .288의 평균과 함께 시즌을 끝내 레드삭스가 아메리칸 리그 와일드카드를 이기고 포스트시즌을 위하여 합격하면서 아메리칸 리그 MVP 투표에서 5위를 하였다.
2003년 포스트시즌에서 오르티스는 애슬레틱스를 상대로 아메리칸 리그 디비전 시리즈에서 자신이 레드삭스의 5 대 4로 선두와 결국적 승리로 4 대 3의 결손으로 회전하는 데 최종회 키스 포우크에 8번째 이닝의 말기에서 2 득점 2루타를 칠 때까지 분투하였다. 양키스를 상대로 아메리칸 리그 챔피언십 시리즈의 첫 경기에서 오르티스는 자신의 첫 경력 포스트시즌 홈런을 쳤다. 그는 당시 레드삭스에 5 대 2의 선두를 준 결정적 7번째 경기의 8번째 이닝에서 솔로 홈런을 포함하여 챔피언십 시리즈에서 2개의 홈런과 6개의 타점과 끝냈다. 하지만 레드삭스는 이닝의 말기에서 선두를 강타하고, 대신 2003년 월드 시리즈로 양키스를 보낸 에런 분의 수치스러운 여분의 이닝 끝내기 홈런에 싫증나는 유행에서 시리즈를 패하였다.

#### 2004년
오프시즌에 오르티스는 다시 한번 샐러리를 위하여 적합하였으나 레드삭스는 2004년 시즌을 위하여 4.6백만 달러의 샐러리에 그와 동의하여 도청들을 피하였다. 동의에 대비하여 오르티스와 그의 대리인은 동의가 다른 점을 갈라지게 하는 데 레드삭스가 4.2백만 달러와 대항하는 동안 5백만 달러의 값을 종속시켰다.
한번 2004년 시즌이 시작되어 오르티스는 자신이 배트와 떠난 우익을 골라내는 시간을 낭비하지 않았다. 5월 28일 오르티스는 펜웨이 파크에서 매리너스의 조엘 피네이로에 자신의 100번째 홈런, 그랜드 슬램을 쳤다. 또한 5월에 오르티스는 12.5백만 달러의 가치에 레드삭스와 2년 연장 계약을 맺었다. 그는 시즌의 상반기에 23개의 홈런과 78개의 타점과 .304 점을 타구하여 자신 경력에서 처음으로 올스타로 임명되었으며 칼 패버노에 올스타 경기에서 장거리 홈런을 쳤다. 7월 16일 에인절스를 상대로오리티스는 자신이 타구 심판 빌 혼과 마크 칼슨에 가까이 필드로 몇몇의 타자에게 던진 사고에 이어 퇴거된 후 그달에 3개의 경기를 위하여 중지를 당하였다. 오르티스는 .983의 OPS와 함께 .301 점을 타구하는 동안 41개의 홈런과 139개의 타점과 함께 2004년 시즌을 끝냈다. 그는 홈런과 타점 양쪽에서 아메리칸 리그에서 2위를 하고, 아메리칸 리그 MVP 투표에서 4위를 하였다. 그는 또한 지명 타자에서 자신의 뛰어난 상연으로 자신의 첫 실버 슬러거 상을 수상하였다. 추가로 오르티스와 동료 선수 매니 라미레스는 1931년 양키스의 베이브 루스와 루 게릭 이래 40개의 홈런을 치고, 100개의 타점을 가지고, .300 점을 타구하는 데 첫 쌍이 되었다. 함께 그들은 6번이나 연속적인 홈런을 치고, 디트로이트 타이거스의 행크 그린버그와 루디 요크에 의하여 세워진 메이저 리그 싱글 시즌 점수를 동점 매겼으며, 후에 시카고 화이트삭스의 프랭크 토마스와 마글리오 오르도녜스에 의하여 조화되었다.
2004년 시즌에 오르티스는 새로운 수준으로 자신의 활약을 향상시켰다. 그는 시합들을 통하여 레드삭스가 진출하는 데 다수의 경기를 우승하는 안타를 가졌다. 그해 아메리칸 리그 디비전 시리즈에서 그는 에인절스를 꺾는 데 3번째 경기의 10번째 이닝에서 재로드 워시번에 시리즈를 우승하는 끝내기 홈런을 쳤다. 양키스를 상대로 아메리칸 리그 챔피언십 시리즈에서 레드삭스는 빠르게 야구 역사상 전혀 극복되어오지 않은 부족인 0개의 경기에서 3개의 뒤로 떨어졌다. 오르티스는 4번째 경기의 12번째 이닝에서 폴 퀀트릴을 상대로 2 득점의 끝내기 홈런과 5번째 경기의 14번째 이닝에서 에스테반 로아이자에 끝내기 1루타를 치면서 역사를 위하여 거의 단독으로 길을 닦았다. 그의 시리즈에서 3개의 홈런과 11개의 타점과 .387 점을 타구한 영웅시는 그에게 MVP 명예들을 주어 7개의 경기에서 우승하는 데 레드삭스가 돌아오면서 처음이자 마지막으로 지명 타자가 우승한 것이다. 세인트루이스 카디널스를 상대로 2004년 월드 시리즈에서 오르티스는 펜웨이 파크에서 열린 첫 경기의 첫번째 이닝에서 우디 윌리엄스에 3 득점 홈런을 치면서 3개의 경기를 휩씀을 위한 긴장을 세웠다. 레드삭스가 86년만에 자신들의 첫 월드 시리즈를 우승하면서 밤비노의 저주를 끝내는 데 카디널스를 휩쓸면서 1개의 홈런과 4개의 타점과 함께 시리즈에서 .308 점을 타구하였다. 전체로 봐서 오르티스는 5개의 홈런과 23개의 타점과 함께 2004년 포스트시즌에서 .400 점을 타구하였다.

#### 2005년

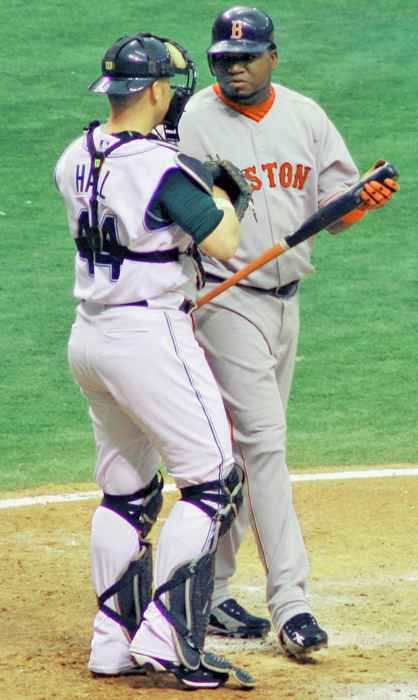
당시 탬파베이 레이스의 포수 토비 홀과 함께 (2006년)

2005년에 오리티스는 47개의 홈런과 148개의 타점과 함께 경력 사상 신기록을 세웠다. 그는 1.001의 OPS와 함께 .300 점을 타구하였다. 6월 2일 그의 3 득점 홈런은 4 대 3의 부족을 오리올스에 6 대 4의 승리로 넘겨주었다. 9월 6일 그해의 그의 38번째 홈런은 에인절스를 꺾었다. 9월 29일 토론토 블루제이스를 상대로 그의 8번째 이닝 홈런은 4점에 경기를 동점매기고, 그러고나서 그의 매우 다음의 타석에서 9번째 이닝 1루타는 레드삭스에게 우승을 주었다. 그의 최근 이닝 영웅심의 전부로 레드삭스의 소유는 "보스턴 레드삭스 역사상 거대한 클러치 타자"로 그를 선언한 명판과 증정하였다. 그는 홈런에서 2위와 OPS에서 3위를 하는 동안 타점에서 아메리칸 리그를 이끌었다. 오르티스는 자신들이 첫 라운드에서 결국적 챔피언 화이트삭스에게 패한 자신들의 3연속 플에이오프 출연으로 레드삭스를 이끄는 동안 아메리칸 리그 MVP 투표에서 알렉스 로드리게스에 밀려 2위를 하였다. 자신의 2연속 시즌을 위하여 오르티스는 올스타에 임명되고, 실버 슬러거 상을 수상하였다. 그는 또한 아메리칸 리그에서 뛰어난 타자로서 자신의 첫 행크 에런 상을 수상하기도 하였다.

#### 2006년
2006년 시즌은 오르티스 순환 재주의 창조가 그를 간주하는 데 디자인 되었음에 불구하고 오르티스를 위한 또다른 우수한 시즌이었다. 4월 10일 레드삭스는 팀과 함께 오르티스가 4년, 5천 2백만 달러의 연장 계약을 맺었다고 공고하였다. 계약은 또한 5번째 해를 위한 팀의 선택을 포함하였다. 6월과 7월 2개월에 그는 3개가 홈런이었던 5개의 끝내기 안타를 가졌다. 오리티스는 6월 29일 펜웨이 파크에서 뉴욕 메츠의 두아네르 산체스를 상대로 자신의 200번째 경력 홈런을 쳤다. 그는 7월 자신의 시즌의 최고의 달을 게시하여 14개의 홈런과 .339 점을 타구하였다. 9월 20일 펜웨이 파크에서 오르티스는 트윈스의 부프 본저를 상대로 6번째 이닝에서 1938년에 세워진 지미 폭스의 레드삭스의 싱글 시즌 50개 홈런 기록을 동점매겼다. 9월 21일 오르티스는 트윈스의 요한 산타나에 자신의 51번째 홈런을 치면서 그 기록을 깼다. 홈런은 또한 지명 타자로서 그의 시즌의 44번째이기도 하였으며, 자신 소유의 아메리칸 리그 싱글 시즌 기록을 깼다. 오르티스는 레드삭스 신기록을 세우는 데 경력 사상 54개의 홈런, 그리고 1.049의 OPS와 함께 .287 점을 타구하는 동안 137개의 타점을 가져 2006년 시즌을 끝냈다. 그는 또한 득점과 타점 둘다에서 아메리칸 리그를 이끌었고, OPS에서 3위를 하였다. 그는 아메리칸 리그 MVP 투표에서 저스틴 모노와 데릭 지터에 밀려 3위를 하였다. 그의 뛰어난 캠페인에 불구하고, 레드삭스는 포스트시즌을 위하여 합격하지 않았다.

#### 2007년
2007년에 오르티스는 레드삭스를 그들의 7번째 월드 시리즈 타이틀로 이끄는 데 수단이었다. 정규 시즌에 그는 경력 최고의 .332 점을 타구하는 동안 35개의 홈런과 117개의 타점을 가져 전부 3개의 분류에서 아메리칸 리그 톱 10에 그를 놓았다. 추가로 그는 52개의 2루타를 쳐 연장 본루 안타에서 아메리칸 리그를 이끌고, OPS에서 4위를 하였다. 그의 출루율에 .445는 리그를 이끌었다. 4연속 시즌을 위한 올스타인 오르티스는 아메리칸 리그 MVP 투표에서 4위를 하고, 레드삭스가 아메리칸 리그 동부를 이기면서 다시 한번 지명 타자에서 실버 슬러거 상을 수상하였다.
포스트 시즌에 오르티스는 다시 클러치 타구를 지켜 나갔다. 그는 디비전 시리즈에서 2개의 홈런과 함께 에인절스를 상대로 .713 점 (5 루 7 타)을 타구하였다. 그러고나서 그해의 아메리칸 리그 챔피언십 시리즈에서 인디언스를 상대로 하나의 홈런과 함께 .292 점을 타구한 후, 2007년 월드 시리즈에서 .333 점을 타구하였다. 결합된 오르티스는 3개의 홈런과 10개의 타점과 함께 .370 점을 타구하고, 레드삭스는 3년의 세월에 자신들의 2번째 월드 시리즈 챔피언십을 우승하는 데 콜로라도 로키스를 휩쓸었다.

#### 2008년
2008년에 오르티스는 자신이 몇주를 놓치는 원인을 가져온 손목 부상을 당한 후 서서히 시작하였다. 그는 총 109개의 경기에서 활약하고, .264 점을 타구하는 동안 23개의 홈런과 89개의 타점과 함께 시즌을 끝냈다. 자신의 분투에 불구하고, 오르티스는 자신의 5번째 올스타 팀으로 임영되었다. 플레이오프들에서 오르티스는 그해 아메리칸 리그 챔피언십 시리즈에서 레드삭스가 최후적으로 탬파베이 레이스에게 떨어지면서 2개의 시합에 .186 점만을 타구하였다.

#### 2009년

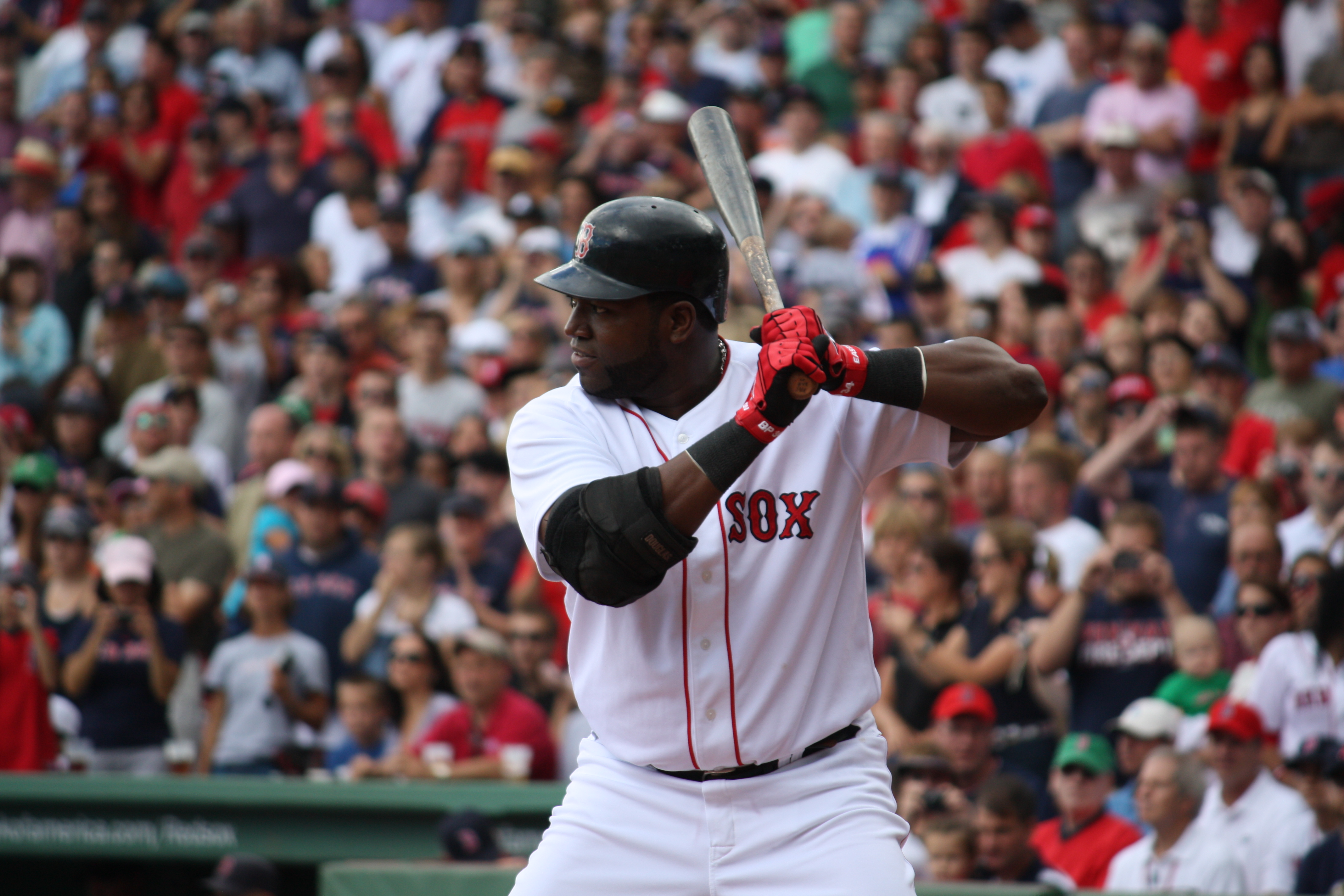
2009년 타구를 준비하는 오르티스

오르티스는 2009년 시즌 초기에 분투하여 자신의 첫 34개의 경기에서 무홈런과 30개의 스트라이크아웃과 함께 .206 점만을 타구하였다. 그는 5월 22일까지 블루제이스의 브렛 세실에 시즌의 자신의 첫 홈런을 치지 않아 경력 사상 178개의 무홈런 타석 연속을 끝냈다. 6월 오르티스는 22개의 타점과 7개의 홈런을 치면서 자신의 폭락을 탈출하였다. 그는 7월 9일 펜웨이 파크에서 캔자스시티 로열스의 루크 호치버에 자신 경력의 300번째를 포함하여 7월과 8월 각각 7개의 홈런을 쳤다. 9월 17일 오르티스는 에인절스의 호세 아레돈도에 지명 타자로서 자신의 270번째 경력 홈런을 쳐 프랭크 토머스에 의하여 보유된 사상 기록을 깼다. 하지만 오르티스는 자신의 28개의 홈런과 99개의 타점과 함께 더불어 가는 데 .238 만의 평균과 함께 시즌을 끝냈다. 그는 또한 12개의 타석에서 하나 만의 안타와 함께 포스트시즌에서 분투하였다. 2009년 동안 오르티스는 2007년 시즌 이래 처음으로 1루를 활약하였다.

#### 2010년
2010년에 오르티스는 또다시 느린 시작으로 출발하여 자신의 크게 어렴풋이 나타난 자신의 미래를 의문하였다. 오르티스는 4월에 하나의 홈런과 4개의 타점과 함께 .143 점만을 타구하였다. 그러나 오르티스는 뜨거운 5월과 함께 시작으로부터 자신의 올스타 형성으로 돌아와 한해를 위하여 32개의 홈런과 102개의 타점과 함께 .270 점에서 끝냈다. 그의 홈런과 타점 총계는 둘다 아메리칸 리그 톱 10에 있었다. 올스타 경기에서 오르티스는 홈런 더비를 우승하여 결승전에서 플로리다 말린스의 유격수 핸리 라미레스를 꺾었다. 23개의 득점에서 오르티스가 몰아낸 강한 9월은 3개의 시즌에서 처음으로 100개 이상의 타점 절정으로 그를 밀어냈다. 오르티스의 부활에 불구하고, 레드삭스는 아메리칸 리그 동부에서 3위를 하고, 포스트시즌을 위하여 합격하는 데 실패하였다. 시즌의 말기에 레드삭스는 오르티스가 대신 다수의 해의 연장을 위하여 희망하였어도 2011년을 위한 그의 계약에 12.5백만 달러의 팀 선택을 골라낼 것이라고 공고하였다.

#### 2011년
2011년에 오르티스는 지속적으로 산출하여 29개의 홈런과 96개의 타점과 함께 .309 점을 타구하였다. 그는 그해 동안 몇몇의 이정표를 통과하였다. 4월 2일 그는 1,004개와 함께 지명 타자에 의한 타점 기록을 세워 에드가 마르티네스를 앞섰다. 그러고나서 5월 21일 오르티스는 레드삭스의 일원으로서 300개의 홈런을 치는 데 5번째 만의 선수가 되어 테드 윌리엄스, 칼 야스트렘스키, 짐 라이스와 드와이트 에반스에게 가입하였다. 7월 15일 오르티스는 오리올스를 상대로 7월 8일 경기에서 일어난 싸움에 그의 일부로 4개의 경기에 출장 금지를 당하였다. 오리티스는 빈볼과 말의 교환 후, 오리올스의 투수 케빈 그레그를 습격하여 벤치를 제거하는 싸움을 일으켰다. 2011년 오르티스는 자신의 7번째 올스타 팀에 이루었다. 그는 또한 그해 말기에 자신의 5번째 실버 슬러거 상을 얻고, 10월 20일 메이저 리그 베이스볼은 오르티스가 로베르토 클레멘테 상의 수상자였다고 공고하였다. 하지만, 레드삭스는 포스트시즌을 위하여 합격하는 데 또 실패하였다. 또한 시즌의 말기에 오르티스와 레드삭스가 그해 동안 연장 계약에 동의하지 못하면서 오르티스는 2003년 트윈스에 의하여 내보내진 이래 처음으로 자유 계약을 위하여 앞장섰다. 하지만 12월 7일 그는 샐러리 중재의 레드삭스의 제공을 받아들아고, 양쪽은 또다시 2012년 시즌을 위하여 14.575백만 달러의 값으로 동의하면서 도청을 피하였다.

#### 2012년
2012년은 오르티스가 6개의 홈런과 20개의 타점과 함께 .405 점을 타구하면서 자신의 전망들이 또다시 MVP 논쟁에 세워진 것 같이 시작되었다. 7월 4일 오클랜드에 있는 오클랜드–알라메다 카운티 콜리시엄에서 오르티스는 애슬레틱스의 A. J. 그리핀에 자신의 400번째 홈런을 쳤다. 하지만, 7월 16일 오리티스는 자신의 오른쪽 아킬레스건에 부상을 겪고 3일 후, 장애자 명단에 놓였다. 그는 8월 24일에 복귀하였으나 하나 만의 경기를 활약한 후, 8월 27일 장애자 명단으로 돌아왔다. 그는 90개의 경기에서 .318 점을 타구하는 동안 23개의 홈런과 60개의 타점과 함께 시즌을 끝냈다. 자신의 부상의 날짜에 레드삭스는 46 승 44 패였다. 하지만 오르티스 없이 레드삭스는 분화되어 시즌의 마지막 2달 반에 23 승 49 패로 가며 아메리칸 리그 동부에서 마지막으로 왔다.
자유 계약이 다시 중대하게 보이면서 오르티스와 레드삭스는 3천만 달러로 거래의 총 가치를 밀어낼 수 있던 자극과 함께 2천 6백만 달러와 함께 2년 계약에 기간들로 동의하였다. 거래는 11월 5일 공식적으로 이루어졌다.

#### 2013년
오르티스는 자신이 레드삭스를 아메리칸 리그 동부에서 1위를 하는 데 지도하면서 강한 2013년 캠페인을 게시하는 데 자신의 부상으로부터 튀어올랐다. 정규 시즌 동안 그는 30개의 홈런을 치고, 103개의 타점을 가지며 .309 점을 타구하였다. 그는 아메리칸 리그에서 전부의 분류에서 톱 10에 왔다. 4월 20일 보스턴 마라톤 폭탄 테러와 2012년 8월 아킬레스건 부상으로부터 자신의 처음 이래 펜웨이 파크에서 첫 경기가 열리기 전에 오르티스는 "이것이 대단히 우리의 도시이며, 아무도 우리의 자유를 명령하지 않을 것이다. 강하게 있어라."고 관중들에게 감정적으로 연설하고 진술하였다. 오르티스는 7월 2일 자신의 500번째 경력 2루타와 9월 4일 자신의 2,000번째 안타를 포함한 2013년 몇몇의 경력 이정표에 도달하였다. 7월 10일 오르티스는 1689개와 함께 지명 타자에 의한 안타를 위하여 사상 지도력 선수가 되는 데 해럴드 베인스를 통과하였다.
7월 27일 오르티스는 오리올스를 상대로 볼과 스트라이크들을 주장하여 본루의 심판 팀 티먼스에 의하여 퇴거되었다. 자신의 퇴거 후, 오르티스는 더그아웃에서 신문 기자석의 전화를 부수어 버리는 데 자신의 배트를 사용하였다. 메이저 리그 베이스볼은 그 사고로 오르티스에게 출장 정지를 시키지 않기로 결정하였다.
포스트시즌에 오르티스는 레드삭스를 프랜차이즈의 8번째 월드 시리즈 챔피언십으로 이끄는 데 .353 점을 타구하는 동안 5개의 홈런과 13개의 타점을 쳤다. 레이스를 상대로 아메리칸 리그 디비전 시리즈의 2번째 경기에서 그는 레이스의 최우수 투수 데이비드 프라이스에 2개의 홈런을 쳤다. 타이거스를 상대로 아메리칸 리그 챔피언십의 2번째 경기에서 오르티스는 8번째 이닝의 말기에서 구원 투수 호아킨 베노이트에 경기를 동점매기는 드라마적인 그랜드 슬램을 쳐 레드삭스를 승리로 추진하는 도움을 주었다. 카디널스를 상대로 그해의 월드 시리즈에서 오르티스는 첫번째와 두번째 둘다에서 홈런을 치고, 레드삭스가 시리즈를 4 대 2로 이기면서 .688 점을 타구하였다. 그는 정렬에서 9번이나 본루를 도달하고 카디널스에 대항이 많은 계획된 4구에 의한 출루와 함께 그를 밖으로 나가게 하는 시도를 멈추는 것 같이 보이면서 시리즈 기록에 동점을 매겼다. 자신의 상연의 결과로서 오르티스는 월드 시리즈 MVP 상을 수상하였다.

#### 2014년

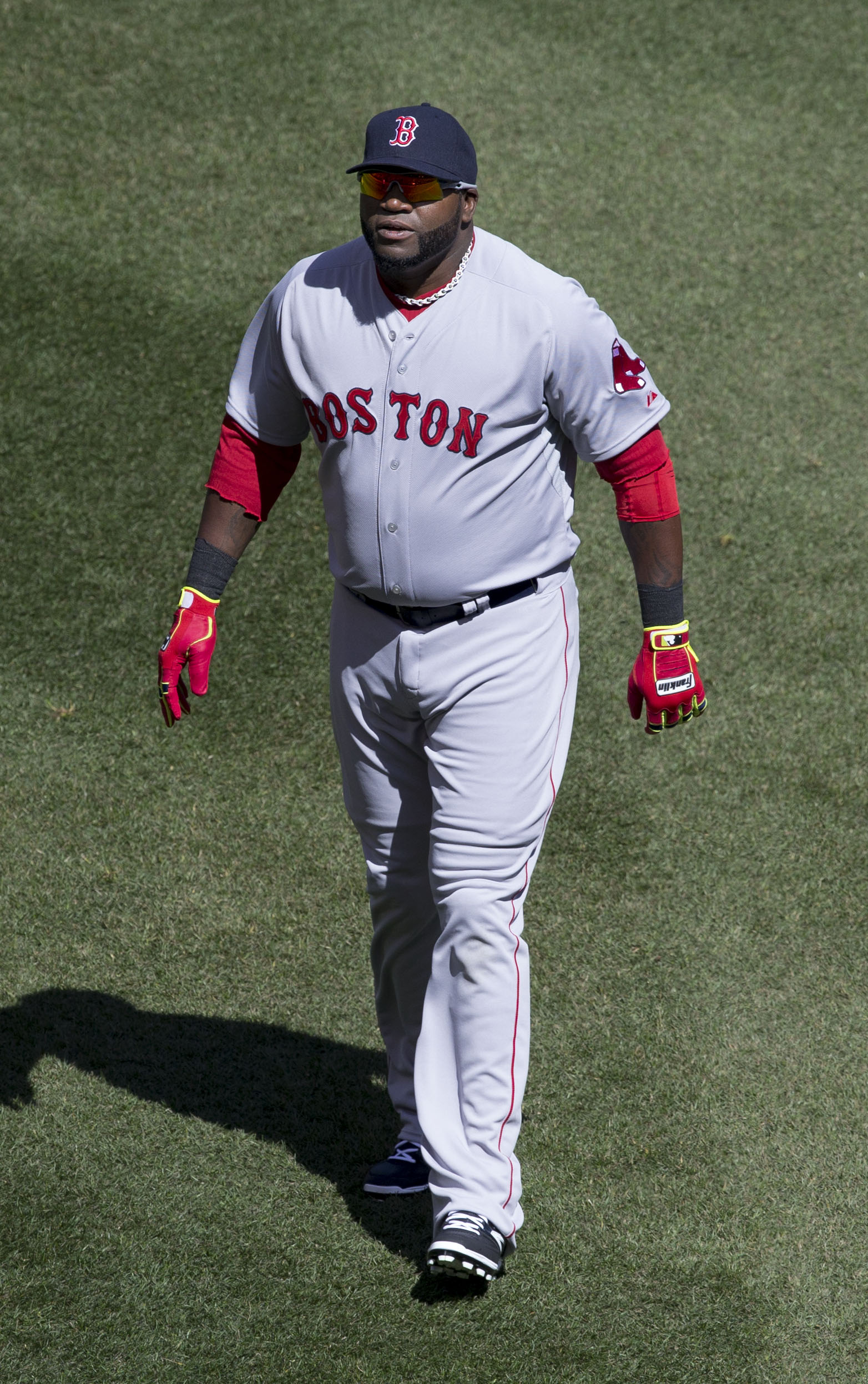
2014년의 오르티스

2014년 3월 23일 오르티스는 2015년 시즌을 위하여 1년, 1천 6백만 달러의 연장 계약을 맺었다. 연장은 또한 2017년 시즌을 통하여 레드삭스와 함께 계약 아래 그를 가능성 있게 간직하는 데 2개의 팀 선택의 해를 포함하였다. 한번 시즌이 시작되어 오르티스는 지속적으로 잘 타구하여 104개의 타점과 .263의 평균과 하는 데 35개의 홈런을 쳤다. 3월 31일 레이스를 상대로 경기가 열리는 동안 오르티스는 훗날의 레드삭스 투수 데이비드 프라이스에 의하여 공을 맞아 양쪽의 벤치들이 경고를 받는 데 이끌었다. 프라이스는 후에 양쪽의 벤치를 제거하는 데 이끈 마이크 카프에 공을 맞게 하여 오르티스가 프라이스에 소리치는 데 성나게 하였다.
6월 29일 양키 스타디움에서 오르티스는 자신의 250번째 경력 홈런을 위하여 양키스의 투수 체이스 휘틀리에 홈런을 쳤다.
보스턴 글로브의 기사에서 레드삭스의 위대한 선수 야스트렘스키가 오르티스를 클럽 역사상 2번째로 거대한 타자로 불러 "내가 타자로서 말하며, 그가 테드 윌리엄스의 다음이라고 말하고 싶다."고 진술하였다.

#### 2015년
2015년 오르티스는 .273 점을 타구하는 동안 37개의 홈런을 치고, 108개의 타점을 가졌다. 그는 자신 경력에서 8번째로 홈런과 타점 양쪽에서 아메리칸 리그 톱 10에 왔다.
4월 19일 펜웨이 파크에서 오리올스를 상대로 경기에서 오르티스는 체크 스윙콜을 주장하여 퇴거되었다. 주장하는 동안 오르티스는 심판 존 텀페인에 충돌하였다. 이틀 후, 메이저 리그 베이스볼은 오르티스를 하나의 경기에 출장 정지 시키고, 그에게 발표되지 않은 양의 벌금을 물게 하였다.
7월 14일 신시내티에 있는 그레이트 아메리칸 볼 파크에서 열린 올스타 경기로 대비에 공고에서 오르티스는 레드삭스의 "프랜차이즈 포" 중의 하나로 선발되었다. 모든 메이저 리그 베이스볼 팀을 위하여 사상 거대한 4명의 선수로 알려진 "프랜차이즈 포"의 선발은 MLB.com 웹사이트에 팬들에 의한 온라인 투표에 의하여 결정된다. 오르티스, 테드 윌리엄스, 칼 야스트렘스키와 오르티스의 친구 페드로 마르티네스는 레드삭스 역사상 4명의 거대한 선수들로서 선발되었다.
9월 5일 펜웨이 파크에서 오르티스는 필라델피아 필리스의 제롬 윌리엄스에 자신의 30번째 시즌 홈런을 쳤다. 이 일은 오르티스가 레드삭스 역사상 가장 많은 한 시즌에 30개 혹은 그 이상의 홈런을 친 9번째로 특정을 지었다. 9월 12일 트로피카나 필드에서 열린 레이스를 상대로 경기에서 오르티스는 레이스의 투수 맷 무어에 자신의 500번째 경력 홈런을 쳤다. 그는 그 이정표에 도달하는 데 메이저 리그 베이스볼 역사상 27번째 만의 선수가 되었다.

#### 2016년

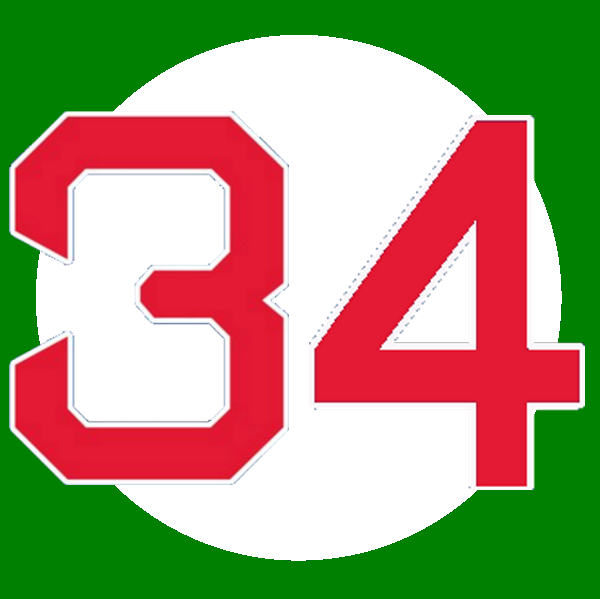
보스턴 레드삭스에 의하여 영구 결번 된 오르티스의 등번호 34

11월 18일 자신의 40세 생일에 오르티스는 자신이 2016년 시즌에 이어 은퇴할 것이라고 플레이어스 트리뷴 웹사이트에 공고하였다.
자신 경력의 최종 시즌에 오르티스는 .315 점을 타구하는 동안 38개의 홈런과 127개의 타점을 가졌다. 그는 자신 경력 9번째로 홈런과 타점 양쪽에서 아메리칸 리그에 톱 10으로 왔다. 오르티스는 1.021의 OPS와 48개의 2루타와 함께 아메리칸 리그와 메이저 리그 베이스볼을 이끌었다. 그는 메이저 리그에서 45.9%의 강력히 타구된 공의 최고 퍼센티지를 가졌다. 그는 또한 .305 점에서 2016년 메이저 리그 베이스볼 선수들 전부의 최고 ISO를 가지기도 하였다.
시즌을 통하여 상대 팀들은 레드 삭스가 방문할 때 오르티스에게 약간의 익살스러운 선물을 선사하면서 그에게 명예를 주었으며, 자신들의 최종 시즌에 데릭 지터와 마리아노 리베라처럼 다른 스타 선수들에게 팀들이 한 것처럼 비슷하였다. 예를 들어 양키스는 오리티스에게 몇몇의 전직과 현직 양키스 선수들에 의하여 쓰여진 노트들의 책은 물론, 양키 스타디움에 본루에서 그의 그림과 함께 선사하였다. 그 일이 자신들의 운영일 때 오리올스는 그의 2013년 폭발과 함께 배트와 함께 부수어진 신문 기자석의 전화를 선사하였다.
5월 14일 펜웨이 파크에서 오르티스는 휴스턴 애스트로스에 6 대 5의 승리로 레드삭스를 이끄는 데 하나의 끝내기 2루타를 쳤다. 그것은 그의 20번째 경력 끝내기 안타였다. 2루타는 오르티스의 경력 600번째였고, 그 이정표에 도달하는 데 그를 사상 15번째 선수로 만들었다. 그는 최소한 500개의 경력 홈런과 600개의 경력 2루타에서 함께 메이저 리그 베이스볼 역사상 3번째 만의 선수로 행크 에런과 배리 본즈에 가입하기도 하였다.
8월 24일 트로피카나 필드에서 열린 레이스를 상대로 경기에서 오르티스는 자신의 30번째 시즌 홈런을 쳤다. 그는 그렇게 해내는 데 연장자 메이저 리그 베이스볼 선수가 되었다. 같은 경기에서 그는 또한 시즌을 위하여 100개의 타점에 도달하였다. 그 일은 레드삭스의 기록인 양쪽의 이정표에 그가 도달한 자신 경력에서 10번째였다. 이틀 후, 로열스를 상대로 그는 자신의 625번째 경력 2루타를 쳐 사상 10위를 위하여 행크 에런을 통과하였다.
10월 2일 시즌의 최종 경기로 대비하여 오리티스를 위하여 펜웨이 파트에서 예비 경기식이 열리는 동안 레드삭스는 2017년 시즌 동안 그의 등번호 34가 영구 결번 될 것이라고 공고하였다. 추가적으로 매사추세츠주 지사 찰리 베이커는 브루클라인 애비뉴를 매사추세츠 턴파이크에 나르는 다르가 오르티스의 명예에 봉납될 것이라고 공고하는 데 출석하였다.
자신의 최종 시즌에 오르티스의 강한 활약은 레드삭스를 포스트시즌으로 몰아 넣는 데 충분하였으나 아메리칸 리그 디비전 시리즈에서 인디언스의 손에 첫 라운드의 휩쓸어짐이 10월 10일 레드삭스의 시즌을 끝냈다. 펜웨이 파크에서 패배에 이어 오르티스는 필드를 떠나기 전에 나와서 눈물이 나는 작별에서 레드삭스의 팬들에게 경례하였다.
10월 26일 메이저 리그 베이스볼은 오르티스가 아메리칸 리그에서 뛰어난 공격적 선수로서 자신의 2번째 행크 에런 상을 수상하였다고 공고하였다. 그는 3번째로 최고 타자를 위한 "올해의 야구 상"을 수상하였다. 추가로 오르티스는 그해의 MVP 투표에서 6위를 하기도 하였다.

## 개인 생활
오르티스의 별명 "Big Papi"는 자신이 그 단어를 기억하지 못한 이름들을 부른 사람들에 자신의 버릇으로부터 비롯되었다. 그 별명은 레드삭스의 방송인 제리 레미에 의하여 그에게 주어졌다.
2008년 6월 10일 오르티스는 보스턴에 있는 존 F. 케네디 도서관 및 박물관에서 미국 시민권을 얻었다.

### 가족
홈런을 친 후, 오르티스가 본루를 지나간 각각의 때마다 그는 2002년 1월 46세의 나이로 자동차 사고로 사망한 자신의 모친 앙헬라 로사 아리아스에게 추모에서 하늘을 바라보며 양손의 집게손가락을 가리켰다. 오르티스는 또한 자신의 이두근에 모친의 문신을 가지고 있기도 하다.
오리티스와 그의 부인 티퍼니는 3명의 자식을 두었다. 티퍼니에게 결혼한 이래 그는 그린베이 패커스의 팬이 되었다. 그의 부인은 그린베이와 애플턴 사이에 있는 타운 위스콘신주 카우카우나로부터 왔다. 2013년 오르티스는 자신과 부인이 헤어졌다고 공고하였으나 후에 화해하였다. 오르티스의 주요 거주지는 매사추세츠주 웨스턴에 있다.
오르티스의 딸 알렉스 오리티스는 2016년 4월 11일 보스턴 레드삭스 홈 오픈 경기가 열리기 전에 국가를 불렀다.

### 비지니스
오르티스는 수많은 세월에 추천에서 대략 4.5백만 달러를 받았다. 2007년 4월 스포츠 용품 회사 리복은 오르티스가 캘리포니아주 샌프란시스코에서 그해 올스타 경기가 열리는 동안 처음으로 사용한 "Big Papi 10M Mid Baseball" 클리트를 데뷔하였다.
2009년 10월 오르티스는 모국 도미니카 공화국에서 "Forty-Forty"라 불리는 나이트클럽을 개장하였다. 다음해 4월 래퍼이자 프로듀서 제이 Z과 그의 비지니스 파트너 후안 페레스가 오르티스를 트레이드마크 침해로 고소하여 오르티스의 나이트클럽 이름은 뉴욕에 있는 제이 Z의 스포츠 체인으로부터 훔쳐졌다고 단언하였다. 2011년 3월 오르티스는 제이 Z과 페레스와 청산 거래에 도달하였다.

### 자선 업무
2007년 오르티스는 보스턴에서 도미니카 공화국까지, 그리고 넘어서 자신의 우호적 원인들의 범위를 후원하고 어린이들을 돕는 "데이비드 오르티스 어린이 모금"를 창립하였다. 2008년 오르티스는 그 모금을 위하여 1십 5만 달러를 모은 "Vintage Papi"라 불리는 라벨을 붙인 자신의 자선 포도주를 방출하였다.
추가적으로 오르티스는 최근에 부르키나파소에 지구촌 선교를 위하여 "Kid Power Champion"의 주요 대사로서 유니세프의 키드 파워에 가입하였다.

## 2003년에 단언된 경기력 향상 약물의 명확성
2009년 7월 30일 작가 불명의 출저들을 인용한 뉴욕 타임스는 2003년 봄 훈련에서 처리된 메이저 리그 베이스볼 조사 시험이 있는 동안 경기력 향상 약물을 위한 명확성이 단언되었다고 연방 수사 요원들에 의하여 수집된 명단에 100명 이상의 메이저 리그 선수들의 단체 사이에 오르티스가 하나였다고 보고하였다. 조사 시험은 메이저 리그 베이스볼과 메이저 리그 베이스볼 선수 협회에 의하여 2004년의 시작에 공식적으로 영구적 시험이 이행되기 전에 선수들 사이에 경기력 향상 약물의 범위를 결심시키는 데 동의되었다. 동의서의 일부로서 조사 시험의 결과들은 원래 비밀적으로 남는 것이고, 명확성이 시험된 아무 선수에게 출장 정지 혹은 벌금이 나오지 않았다.
8월 8일 오르티스는 양키 스타디움에서 경기가 있기 전에 기자 회견을 가지고 약물을 사거나 사용한 것을 부인하고, 당시 비타민 보충물의 사용의 이유로 아마 시험되어 온 명확성을 암시하였다. 그가 이용해 온 보충물이 의문될 때 오르티스는 자신이 몰랐다고 말하였다. 오르티스는 메이저 리그 베이스볼 선수 협회의 일반 변호인 마이클 와이너에 의하여 동행되었다. 선수들의 명단은 정부의 조사의 일부로서 커지고, 현재 소송의 결과에까지 법원 명령의 봉인 아래에 있기 때문에 와이너는 선수들의 연합이 오르티스가 시험된 물질을 포함한 그의 시험 결과에 관한 아무 상세와 함께 오르티스를 마련할 수 없었다고 말하였다.
같은 날 메이저 리그 베이스볼과 메이저 리그 베이스볼 선수 협회는 둘다 2003년 경기력 향상 약물을 위하여 필요적으로 명확히 시험하지 않은 연방 수사 요원들에 의하여 수집된 명단에 나온 선수들의 이유를 지적하는 진술문을 발간하였다. 이 요인들 사이에는 명확성이 시험된 다수의 견본의 수집을 멀리 넘은 명단에 나올 것으로 말한 선수들의 총계였다. 추가로 시험을 실행하고 명확성 시험들의 그들의 해석을 여기는 의문들이 늘어났다. 또한 진술문은 당시 장려에 유효적인 법적인 보충물이 명확성 시험 결과를 일으킬 수 있다는 것을 지적하였다.
2016년 10월 2일 펜웨이 파크에서 열린 기자 회견에서 메이저 리그 베이스볼의 커미셔너 롭 맨프레드는 2003년 메이저 리그 베이스볼 조사 시험이 있는 동안 전체적으로 가능하게 오리티스가 명확하게 시험되지 않았다고 말하였다. 커미셔너는 주장된 실패한 시험이 오르티스의 유산을 해치지 말아야 하고, "그들이 진실적으로 명확한 것인지, 아닌지에 관하여 합법적인 과학적 의문들"이 있었다고 언급하였다. 그는 또한 2004년에 메이저 리그 베이스볼이 시험하기 시작한 이래 "오리티스는 우리의 프로그램 아래 아무 점에서 약물의 명확성이 전혀 없어왔다"고 말하였고, 명예의 전당 투표인들이 선수를 평가할 때 "누설들, 유머들, 풍자와 확신되지 않은 명확성 시험 결과"를 숙고하는 데 공명하지 않다고 하였다.

## 경력 하이라이트

### 챔피언십, 수상과 명예들

#### 챔피언십
- 아메리칸 리그 챔피언 - 3회 (2004년, 2007년, 2013년)
- 월드 시리즈 - 3회 (2004년, 2007년, 2013년)

#### 명예
- 스포팅 뉴스 10년간 지명 타자 (2009년)
- 스포츠 일러스트레이티드 메이저 리그 베이스볼 전10년간 팀 (2009년)

#### 수상
- "이번 달의 아메리칸 리그 선수" 상 - 3회 (2005년, 2006년, 2010년)
- "이번 주의 아메리칸 리그 선수" 상 - 6회 (2004년 6월 27일, 2005년 9월 18일, 2006년 8월 6일, 2007년 8월 26일, 2011년 6월 5일, 2011년 9월 15일)
- 베이브 루스 상 - 1회 (2013년)
- 행크 에런 상 - 2회 (2005년, 2016년)
- 홈런 더비 우승자 - 1회 (2010년)
- 리그 챔피언십 시리즈 MVP 상 - 1회 (2004년)
- 메이저 리그 베이스볼 올스타 - 10회 (2004년 ~ 08년, 2010년 ~ 13년, 2016년)
- 로베르토 클레멘터 상 - 1회 (2010년)
- 지명 타자로서 실버 슬러거 상 - 7회 (2004년 ~ 07년, 2011년, 2013년, 2016년)
- "올해 타자를 위한 올해의 야구 상" - 3회 (2004년, 2005년, 2016년)
- 토머스 A. 요키 보스턴 레드삭스 MVP 상 - 4회 (2004년 ~ 06년, 2013년)
- 월드 시리즈 MVP 상 - 1회 (2013년)

### 기록
- 레드삭스 싱글 시즌 홈런 지도 선수 (2006년, 54개)
- 원정 시합에서 싱글 시즌 홈런 기록을 위하여 베이브 루스와 동점 (2006년, 32개)
- 월드 시리즈 경력 기록 .455 타구 평균 (44개의 타석에서 20개의 안타)
- 사상 포스트시즌의 연속적 출루 연속을 위하여 빌리 해처와 동점 (10개)
- 정렬에서 9개의 출루 연속과 월드 시리즈 기록 동점
- 지명 타자에 의한 홈런을 위한 2회의 싱글 시즌 기록 - 2005년 (43개), 2006년 (47개)
- 같은 포스트시즌에 2개의 끝내기 홈런을 친 처음이자 마지막 선수 (2004년 에인절스(ALDS)와 양키스(ALCS)를 상대로)
- 3개의 연속적 시즌에 40개 혹은 이상의 홈런을 치는 데 레드삭스 역사상 첫 선수 (2004년 ~ 06년)
- 30개 혹은 이상의 홈런의 10개 시즌 (2003년 ~ 07년, 2010년, 2013년 ~ 16년, 레드삭스 역사상 대다수)
- 100개 혹은 이상의 타점의 10개 시즌 (2003년 ~ 07년, 2010년, 2013년 ~ 16년, 레드삭스 역사상 대다수)

### 우수성
- 500개 혹은 이상의 홈런과 메이저 리그 베이스볼 역사상 27번째 선수
- 3개의 월드 시리즈 챔피언십에서 500개 혹은 이상의 홈런과 메이저 리그 베이스볼 역사상 4번째 선수 (베이브 루스, 미키 맨틀, 레지 잭슨에 이어)
- 500개 혹은 이상의 홈런과 600개 혹은 이상의 2루타와 메이저 리그 베이스볼 역사상 4명의 선수들 중의 하나 (배리 본즈, 행크 에런, 앨버트 푸홀스)
- 4연속 해를 위하여 85개 혹은 이상의 장타와 함께 3번째 선수 (루 게릭과 새미 소사)
- 40개 혹은 이상의 홈런의 3개의 시즌과 레드삭스 역사상 3번째 선수 (칼 야스트렘스키와 매니 라미레스에 이어)
- 17개의 경력 포스트시즌 홈런 (메이저 리그 베이스볼 역사상 사상 7위를 위한 동점)
- 61개의 경력 포스트시즌 타점 (메이저 리그 베이스볼 역사상 사상 4위를 위한 동점)
- 38개와 함께 자신의 최종 시즌에 선수에 의한 가장 많은 홈런

### 해마다 통계적 성취
- 볼넷 지도 선수 - 2회 (2006년, 2007년)
- 2루타 지도 선수 - 1회 (2016년)
- 장타 지도 선수 - 4회 (2004년, 2005년, 2007년, 2016년)
- 홈런 지도 선수 - 1회 (2006년)
- 출루율 지도 선수 - 1회 (2007년)
- OPS 지도 선수 - 1회 (2016년)
- 타점 지도 선수 - 3회 (2005년, 2006년, 2016년)
- 장타율 지도 선수 - 1회 (2016년)

### 다른 성취들
- 오르티스의 홈런 총계는 10개의 홈런과 시작하여 54개와 끝난 2000년부터 2006년까지 각해에 늘어났다.
- 그는 11개의 정규 시즌, 2개의 포스트시즌 끝내기 홈런을 쳤다.
- 5회의 톱 5 MVP 투표 수취 선수 (2003년 5위, 2004년 4위, 2005년 2위, 2006년 3위, 2007년 4위)

## 연도별 타격 성적
| 연 도      | 소 속      | 경 기 | 타 석 | 타 수 | 득 점 | 안 타 | 2 루 타 | 3 루 타 | 홈 런 | 루 타 | 타 점 | 도 루 | 도 루 자 | 희 생 번 | 희 생 플 | 볼 넷 | 고 4 | 사 구 | 삼 진 | 병 살 타 | 타 율 | 출 루 율 | 장 타 율 | O P S |
| ---------- | ---------- | ----- | ----- | ----- | ----- | ----- | ------- | ------- | ----- | ----- | ----- | ----- | -------- | -------- | -------- | ----- | ---- | ----- | ----- | -------- | ----- | -------- | -------- | ----- |
| 1997년     | MIN        | 15    | 51    | 49    | 10    | 16    | 3       | 0       | 1     | 22    | 6     | 0     | 0        | 0        | 0        | 2     | 0    | 0     | 19    | 1        | .327  | .353     | .449     | .802  |
| 1998년     | MIN        | 86    | 326   | 278   | 47    | 77    | 20      | 0       | 9     | 124   | 46    | 1     | 0        | 0        | 4        | 39    | 3    | 5     | 72    | 8        | .277  | .371     | .446     | .817  |
| 1999년     | MIN        | 10    | 25    | 20    | 1     | 0     | 0       | 0       | 0     | 0     | 0     | 0     | 0        | 0        | 0        | 5     | 0    | 0     | 12    | 2        | .000  | .200     | .000     | .200  |
| 2000년     | MIN        | 130   | 478   | 415   | 59    | 117   | 36      | 1       | 10    | 185   | 63    | 1     | 0        | 0        | 6        | 57    | 2    | 0     | 81    | 13       | .282  | .364     | .446     | .810  |
| 2001년     | MIN        | 89    | 347   | 303   | 46    | 71    | 17      | 1       | 18    | 144   | 48    | 1     | 0        | 1        | 2        | 40    | 8    | 1     | 68    | 6        | .234  | .324     | .475     | .799  |
| 2002년     | MIN        | 125   | 466   | 412   | 52    | 112   | 32      | 1       | 20    | 206   | 75    | 1     | 2        | 0        | 8        | 43    | 0    | 3     | 87    | 5        | .272  | .339     | .500     | .839  |
| 2003년     | BOS        | 128   | 509   | 448   | 79    | 129   | 39      | 2       | 31    | 265   | 101   | 0     | 0        | 0        | 2        | 58    | 8    | 1     | 83    | 9        | .288  | .369     | .592     | .961  |
| 2004년     | BOS        | 150   | 669   | 582   | 94    | 175   | 47      | 3       | 41    | 351   | 139   | 0     | 0        | 0        | 8        | 75    | 8    | 4     | 133   | 12       | .301  | .380     | .603     | .983  |
| 2005년     | BOS        | 159   | 713   | 601   | 119   | 180   | 40      | 1       | 47    | 363   | 148   | 1     | 0        | 0        | 9        | 102   | 9    | 1     | 124   | 13       | .300  | .397     | .604     | 1.001 |
| 2006년     | BOS        | 151   | 686   | 558   | 115   | 160   | 29      | 2       | 54    | 355   | 137   | 1     | 0        | 0        | 5        | 119   | 23   | 4     | 117   | 12       | .287  | .413     | .636     | 1.049 |
| 2007년     | BOS        | 149   | 667   | 549   | 116   | 182   | 52      | 1       | 35    | 341   | 117   | 3     | 1        | 0        | 3        | 111   | 12   | 4     | 103   | 16       | .332  | .445     | .621     | 1.066 |
| 2008년     | BOS        | 109   | 491   | 416   | 74    | 110   | 30      | 1       | 23    | 211   | 89    | 1     | 0        | 1        | 3        | 70    | 12   | 1     | 74    | 11       | .264  | .369     | .507     | .876  |
| 2009년     | BOS        | 150   | 627   | 541   | 77    | 129   | 35      | 1       | 28    | 250   | 99    | 0     | 2        | 0        | 7        | 74    | 5    | 5     | 134   | 9        | .238  | .332     | .462     | .794  |
| 2010년     | BOS        | 145   | 606   | 518   | 86    | 140   | 36      | 1       | 32    | 274   | 102   | 0     | 1        | 0        | 4        | 82    | 14   | 2     | 145   | 12       | .270  | .370     | .529     | .899  |
| 2011년     | BOS        | 146   | 605   | 525   | 84    | 162   | 40      | 1       | 29    | 291   | 96    | 1     | 1        | 0        | 1        | 78    | 12   | 1     | 83    | 24       | .309  | .398     | .554     | .952  |
| 2012년     | BOS        | 90    | 383   | 324   | 65    | 103   | 26      | 0       | 23    | 198   | 60    | 0     | 1        | 0        | 3        | 56    | 13   | 0     | 51    | 6        | .318  | .415     | .611     | 1.026 |
| 2013년     | BOS        | 137   | 600   | 518   | 84    | 160   | 38      | 2       | 30    | 292   | 103   | 4     | 0        | 0        | 5        | 76    | 27   | 1     | 88    | 21       | .309  | .395     | .564     | .959  |
| 2014년     | BOS        | 142   | 602   | 518   | 59    | 136   | 27      | 0       | 35    | 268   | 104   | 0     | 0        | 0        | 6        | 75    | 22   | 3     | 95    | 18       | .263  | .355     | .517     | .873  |
| 통산：18년 | 통산：18년 | 2111  | 8851  | 7575  | 1267  | 2159  | 547     | 18      | 466   | 4140  | 1533  | 15    | 8        | 2        | 76       | 1162  | 178  | 36    | 1569  | 198      | .285  | .379     | .547     | .926  |

- 2012년 기준, 굵은 글씨는 시즌 최고 성적.

## 같이 보기
- 500 홈런 클럽